# Giuliano da Maiano
Giuliano de Maiano (ur. ok. 1432 w Maiano, zm. 1490 w Neapolu) – włoski architekt, rzeźbiarz, starszy brat Benedetta di Maiano.

## Życiorys
Urodził się w Maiano (aktualnie część Fiesole) w rodzinie kamieniarza, który pochodził z Florencji. Początkowy kształcony był na notariusza, ale jego talent rzeźbiarski przekonał ojca Giuliana. Jego pierwszą pracą było wykonanie intarsji do katedry we Florencji.
Jako architekt zaangażowany był w budowę lub przebudowę m.in.:
- Palazzo Pazzi we Florencji,
- Palazzo Strozzi we Florencji, razem z bratem Benedettem,
- przebudowa kolegiaty Santa Maria Assunta w San Gimignano.

Zmarł w 1490 w Neapolu.